# Кушма (Курганская область)
Кушма — село в Шумихинском районе Курганской области. Административный центр Кушмянского сельсовета.

## История
До 1917 года входило в состав Каменной волости Челябинского уезда Оренбургской губернии. По данным на 1926 год состояло из 288 хозяйств. В административном отношении являлась центром Кушманского сельсовета Шумихинского района Челябинского округа Уральской области.

## Население
| 1989 | 2002 | 2010 |
| ---- | ---- | ---- |
| 438  | ↘346 | ↘296 |

По данным переписи 1926 года в селе проживало 1248 человек (572 мужчины и 676 женщин), в том числе: русские составляли 99 % населения.